# Glossosoma tunceliense
Glossosoma tunceliense là một loài Trichoptera trong họ Glossosomatidae. Chúng phân bố ở miền Cổ bắc.